# Patrik Turesson
Patrik Turesson, född 16 oktober 1974 i Gnosjö, är en svensk styrkelyftare som blev världsmästare i 90-kilosklassen 2006 i Stavanger, Norge. Han lyfte då serien 320kg i knäböj, 200kg i bänkpress och 315kg i marklyft, sammanlagt 835 kilo.
Turesson är överlägset Sveriges genom tiderna meste SM vinnare. Han har tävlat för Gnosjö FK, Örebro KK, Borås AK, Göteborgs SK, samt Westbo AK
Till vardags driver han eget företag TCL AB / www.spacer.se i Gnosjö.

## Meriter
Patrik Turessons personliga rekordserie är i knäböj 365 kg, bänkpress 242,5 kg, marklyft 340,5 kg och total 930 kilo. Turesson har haft flera svenska rekord genom åren. År 2011 fick styrkelyft nya viktklasser, vilket betyder att rekorden t.o.m. 2010 fortfarande står. 
Patrik Turesson har följande rekord:
- 82,5kg:
  - Knäböj 325kg 1999 Vetlanda
  - Marklyft 327,5kg 2003 EM Bulgarien
  - Sammanlagt 845kg 2003 EM Bulgarien 83kg
- Knäböj 335kg 2015 SM Örebro
- Marklyft 320kg 2015 EM Chemnitz
- Sammanlagt 880kg 2015 EM Chemnitz
- 90kg: 
  - Marklyft 340,5kg 2009 Anderstorp
  - Sammanlagt 893 2009 Anderstorp
- 93kg: 
  - Knäböj 365kg 2013 DM Linköping
  - Totalt 930kg 2013 DM Linköping

### VM
- 1996 Guld Junior 75kg Finland (Vasa)
- 1997 Silver Junior 75kg Slovakien (Bratislava)
- 2001 Brons 82,5kg Finland (Sotkamo)
- 2003 Brons 82,5kg Danmark (Veijle)
- 2006 Guld 90kg Norge (Stavanger)
- 2008 Silver 90kg Kanada (st. Johns)
- 2012 Brons 93kg Puerto Rico
- 2015 Guld Veteran 93kg USA (Denver)
- 2016 Guld Veteran 93kg Estland (Tallinn)
- 2017 Guld Veteran 93kg Sverige (Sundsvall)

### EM
- 1996 Junior Guld 75kg Tjeckien (Prag)
- 1997 Junior Guld 75kg Polen (Pultusk)
- 2000 Brons 82,5kg Tyskland (Riesa)
- 2002 Brons 82,5kg Sverige (Eskilstuna)
- 2003 Brons 82,5kg Bulgarien (Sofia)
- 2006 Brons 90kg Tjeckien (Nymburk)
- 2011 Brons 93kg Tjeckien (Pilsen)
- 2013 Silver 93kg Tjeckien (Pilsen)
- 2015 Brons 83kg Tyskland (Chemnitz)
- 2015 Guld Veteran 93kg Tjeckien (Pilsen)
- 2017 Guld Veteran 93kg Tjeckien (Pilsen)

Patrik Tureson har vunnit följande individuella senior-SM
- 1997 75kg Eskilstuna
- 1998 82,5kg Borlänge
- 1999 82,5kg Malmö
- 2000 82,5kg Nässjö
- 2001 82,5kg Stockholm
- 2002 82,5kg Stockholm
- 2003 82,5kg Stockholm
- 2004 90kg Örebro
- 2005 90kg Köping
- 2006 90kg Kuserud
- 2007 90kg Köping
- 2008 90kg Nässjö
- 2009 90kg Sundsvall
- 2010 90kg Göteborg
- 2011 93kg Degerfors
- 2012 93kg Jokkmokk
- 2013 105kg Falun
- 2014 93kg Umeå
- 2015 83kg Örebro